# Stictolissonota bimaculata
Stictolissonota bimaculata är en stekelart som beskrevs av Dali Chandra och Gupta 1977. Stictolissonota bimaculata ingår i släktet Stictolissonota och familjen brokparasitsteklar. Inga underarter finns listade i Catalogue of Life.